# Prospero Colonna
Prospero Colonna (1452 — 1523), muitas vezes chamado de Prosper Colonna, foi um condotiero que serviu aos Estados Pontifícios e ao Sacro Império Romano-Germânico durante as Guerras Italianas.

## Biografia
Membro da antiga família nobre dos Colonna, nasceu em Lanúvio, próximo a Velletri (Lácio), em 1452. Era primo de Fabrizio Colonna.
Seu primeiro feito notável como líder militar foi em 1484, quando defendeu o castelo da família em Paliano do assalto das famílias rivais Orsini e Riario. Após algumas outras ações militares Prospero, que havia se unido ao partido do Cardeal Giuliano della Rovere, foi aprisionado em Castelo de Santo Ângelo (Rome) pelo Papa Alexandre VI. Uma vez liberto, foi novamente aprisionado por haver se aliado a Carlos VIII de França durante sua invasão à Itália. Ao final, o Rei de França foi vitorioso contra o Papa e entrou em Roma, com apoio de Prospero e Fabrizio Colonna, em 1495.
Durante o breve domínio francês sobre o Reino de Nápoles, Prospero obteve o ducado de Trasetto e o condado de Forlì. Porém, quando Carlos retornou pelos Alpes, ajudou ao rei Fernando II de Nápoles a expulsar o vice-rei francês da cidade.
A situação inverteu-se novamente com a nova invasão francesa de Luís XII. Enquanto o rei napolitano Frederico IV fugia para a ilha de Ísquia, Fabrizio e Prospero tentaram defender o reito. Foram derrotados e presos no Castel Nuovo. Foram, ainda, excomungados por Alexandre VI, que tomou-lhes os castelos em Lazio. Tendo sido resgatados, os primos entraram a serviço de Consalvo de Córdoba da Espanha, Vice-rei de Nápoles.
Prospero teve papel importante na vitória espanhola em Cerignola (1503), que deu à Espanha as chaves para Nápoles. Com a morte de Alexandre VI, procurou recuperar seus domínios no Lazio. Comandou a cavalaria ligeira na Batalha de Garigliano.
Prospero somou então Itri, Sperlonga, Ceccano e Sonnino entre seus feudos, tornando-se um maiores senhores do sul da península itálica. Continuando a serviço da Espanha, conquistou outras vitórias contra a França na Itália do norte, em 1522 (Batalha de Bicocca).
Sua saúde, a este tempo, estava definhando, morrendo em 1523 no Hôtel Clemenceau, em Milão.